# Fickveto
Fickveto, från engelskans pocket veto, är en metod som använts av USA:s presidenter för att blockera lagar som godkänts av USA:s kongress. Enligt USA:s konstitution faller ett av kongressen godkänt lagförslag om kongressen ajourneras innan tio dagar har gått från det att presidenten fått lagförslaget på sitt bord om presidenten samtidigt då inte har undertecknat förslaget. Om kongressen däremot inte ajourneras och lagförslaget ligger oundertecknat i tio dagar träder lagen i kraft utan presidentens godkännande.
Om presidenten före kongressens ajournering inte heller använt sig av sin formella vetorätt och returnerat lagförslaget till sittande kongress, kan inte kongressen utnyttja sin möjlighet att "köra över" presidenten genom att återkomma med lagförslaget. Om presidenten vet att kongressen kommer att ajourneras innan tio dagar har gått, kan han alltså stoppa lagen genom att varken underteckna eller returnera förslaget. Fickveto användes första gången 1812 av James Madison.